# PHP-Fusion
PHP-Fusion é um CMS (Content Management System) open-source leve e simples. Escrito e desenvolvido por Nick Jones, um homem de 30 anos de idade, residente no norte de Wales, Reino Unido, ele sofre de uma desordem genética neuromuscular, chamada de Distrofia muscular de Duchenne, assim programar é uma de suas principais distrações devido a mobilidade limitada. Seu foco é o desenvolvimento de soluções web eficazes que satisfaçam as necessidades de webmasters experientes a iniciantes.
O sistema é escrito  em PHP e utiliza um banco de dados MySQL para armazenar o conteúdo do site. O PHP-Fusion inclui os recursos comuns encontrados em outros CMSs.
As principais características que diferem o PHP-Fusion dos demais CMSs são sua leveza e facilidade de uso, incluindo um painel de administração amigável e intuitivo.
O PHP-Fusion é distribuído como software livre, sob os termos e condições da licença AGPL versão 3.

## Recursos
O PHP-Fusion destaca-se entre os CMSs pelo seu painel de administração compreenssível e de fácil utilização, intuitivo para usuários iniciantes a avançados. Em uma instalação padrão do PHP-Fusion encontramos ótimos recursos para qualquer site.
PHP-Fusion inclui as seguintes ferramentas por padrão:
- Notícias
- Artigos
- Fórum
- Galeria de fotos
- Downloads
- Web Links
- FAQs
- Enquetes
- Mural de recados
- Páginas personalizadas
- Mensagens privadas
- Contribuições de usuários
- Privilégios de usuários
- Painel de administração completo
- Integração com editor WYSIWYG TinyMCE
- Temas

E muitas outras possibilidades além das citadas acima.

## Infusions
Os infusions são para o PHP-Fusion o que são os módulos do Joomla ou os plugins do e107, são extensões para acrescentar novas ferramentas ao PHP-Fusion, extremamente fáceis de instalar e com uma grande variedade distribuída por toda a comunidade.

## PHP-Fusion 7
A última versão estável do PHP-Fusion é a versão 7.0. O PHP-Fusion Core 7 Edition é a mais nova geração do PHP-Fusion, lançado em agosto de 2008 como sucessor do PHP-Fusion 6.01.

## Requisitos
- Apache 1.3x ou superior
- PHP 4.1.0 ou superior
- MySQL
- Sistemas operacionais: Unix ou derivados, MacOS e Windows